# Yusuke Muta
Yusuke Muta (牟田 雄祐 Muta Yūsuke?, nacido el 20 de septiembre de 1990 en Hakata-ku, Fukuoka, Fukuoka) es un futbolista japonés que se desempeña como defensa.

## Trayectoria

### Clubes
| Club           | País  | Año         |
| -------------- | ----- | ----------- |
| Nagoya Grampus | Japón | 2013 - 2015 |
| Kyoto Sanga FC | Japón | 2016 - 2019 |
| FC Imabari     | Japón | 2017        |

## Estadística de carrera

### J. League
| Club           | Año   | J. League | J. League | Copa J. League | Copa J. League | Total | Total |
| Club           | Año   | Part.     | Goles     | Part.          | Goles          | Part. | Goles |
| -------------- | ----- | --------- | --------- | -------------- | -------------- | ----- | ----- |
| Nagoya Grampus | 2013  | 8         | 0         | 0              | 0              | 8     | 0     |
| Nagoya Grampus | 2014  | 24        | 1         | 5              | 0              | 29    | 1     |
| Nagoya Grampus | 2015  | 24        | 1         | 4              | 0              | 28    | 1     |
| Kyoto Sanga FC | 2016  | 0         | 0         | -              | -              | 0     | 0     |
| Kyoto Sanga FC | 2017  | 6         | 0         | -              | -              | 6     | 0     |
| Total          | Total | 62        | 2         | 9              | 0              | 71    | 2     |